# Ett, Jesus, än påminner jag
Ett, Jesus, än påminner jag är en psalm, skriven 1709 av Johan Possieth och bearbetad 1983 av Karl-Gustaf Hildebrand. Musiken är skriven 1599 av Philipp Nicolai. 

## Publicerad i
- 1937 års psalmbok som nr 459 under rubriken "Morgon och afton".
- 1986 års psalmbok som nr 498 under rubriken "Under dagen".